# Frederik Fribert
Frederik Louis Trojel Fribert, född 1 juli 1859 i Watertown, Wisconsin, död 22 augusti 1925, var en dansk musiker.
Fribert studerade vid Det Kongelige Danske Musikkonservatorium i Köpenhamn 1876–78 under Anton Rée, Edmund Neupert och Gottfred Matthison-Hansen. Han blev lärare vid Det Kongelige Blindeinstitut 1893, organist vid Sundby Kirke i Köpenhamn, senare vid Hellig Kors Kirke i samma stad 1901 och lärare vid Det Kongelige Danske Musikkonservatorium 1901. Han utgav Lidt om moderne Pianomusik (1892).